# Gawler (rzeka)
Gawler – rzeka w Australii, w południowo-wschodniej części stanu Australia Południowa. Ma 41,4 km długości. Powstaje w mieście Gawler w wyniku połączenia rzek North Para i South Para. Płynie w kierunku zachodnim, uchodzi do Zatoki Świętego Wincentego, około 40 km na północ od miasta Adelaide.